# Catanduva (tiểu vùng)
Catanduva là một tiểu vùng thuộc bang São Paulo, Brasil. Tiều vùng này có diện tích 2279 km², dân số năm 2007 là 201734 người.